# Мияити, Рё
Рё Мияити (яп. 宮市 亮 Мияити Рё:, 14 декабря 1992 года, Окадзаки, Айти, Япония) — японский футболист, полузащитник клуба «Иокогама Ф. Маринос».

## Карьера
Мияити впервые привлёк к себе внимание европейских клубов на чемпионате мира 2009 года среди юношей до 17 лет, который проходил в Нигерии. В 2010 году он был приглашён на летние контрольные сборы «Арсенала», где произвёл впечатление на главного тренера канониров Арсена Венгера. После этого он отправился на просмотр в голландский «Аякс», во время которого сломал ногу. Однако травма не охладила интерес клубов. Рё сомневался, в какой из клубов ему перейти, но после разговора с Венгером выбрал клуб из Лондона. 31 января 2011 года официальный сайт «канониров» объявил о подписании с японским футболистом долгосрочного контракта. «Арсенал» стал первым профессиональным клубом Мияити, до этого он играл лишь в школьной команде. Так как футболист не мог получить разрешения на работу в Англии, и ФИФА отказалась выдать ему визу «особого таланта», он сразу же был отдан в аренду в голландский клуб «Фейеноорд» до конца сезона.
6 февраля 2011 года Мияити дебютировал в профессиональном футболе, отыграв за «Фейеноорд» в матче «Эредивизи» против «Витесса» все 90 минут.
Он произвёл столь яркое впечатление своей игрой, что был назван лучшим игроком матча и вошёл в сборную тура по версии сайта AD.nl. Уже в следующем туре Мияити забил свой первый гол на клубном уровне, открыв счёт в победном матче против Хераклеса.
Мияити быстро завоевал симпатии болельщиков и партнёров по команде. Лерой Фер похвалил его за непредсказуемость, капитан команды Рон Влар отметил его взрывную скорость и то, что от него исходит большая угроза для защитников соперника. Ему даже дали прозвище «Рёдиньо». Рё сказал, что польщён и надеется когда-нибудь достичь уровня Роналдиньо, однако признал, что пока до этого далеко, и ему предстоит очень многому научиться.
В мае Венгер объявил, что Мияити пройдёт предсезонную подготовку вместе с «Арсеналом», и если Рё сможет себя проявить, то клуб вновь попытается получить для него рабочую визу.
9 августа стало известно, что Рё получил разрешение на работу. К этому времени «Арсенал» уже подал заявку на квалификационный этап Лиги чемпионов, потому Рё не мог принять участия в матчах против «Удинезе».
Из-за высокой конкуренции на его позиции, в 2011 году он лишь дважды появился в составе «Арсенала», выйдя на замену в матчах Кубка Лиги против «Шрусбери Таун» и «Болтон Уондерерс». В основном Мияити выступал за резервную команду. Игрок отмечал, что футбол в Англии совершенно иного уровня, чем в Нидерландах, здесь требования гораздо выше. К тому же ему помешали травмы, которые он получил за эти полгода.
31 января 2012 года Рё перешёл в «Болтон» на правах аренды. Там он начал регулярно играть в основном составе. 18 февраля Рё забил свой первый гол за новую команду: в матче Кубка Англии он открыл счёт, а игра закончилась со счётом 2:0. За своё выступление Мияити удостоился множества комплиментов от Койла. В феврале по опросу болельщиков «Болтона» Рё был признан лучшим игроком месяца.
23 мая 2012 года дебютировал за основную сборную Японии, выйдя на замену вместо Синдзи Кагавы на 60-й минуте матча с Азербайджаном.
13 августа 2012 года Мияити перешёл в «Уиган» на правах аренды.
18 июня 2015 года Мияити подписал контракт с «Санкт-Паули» до 2018 года.
В июле 2021 года перешёл в японский клуб «Иокогама Ф. Маринос».

## Достижения
«Арсенал»
- Обладатель Кубка Англии: 2013/14